# Бойкова, Анна Петровна
Анна Петровна Бойкова — советский хозяйственный, партийный и государственный деятель.

## Биография
Родилась в 1918 году в Петрограде. Член КПСС с 1940 года.
С 1940 года — на хозяйственной, общественной и политической работе. В 1940—1974 гг. — преподаватель, директор средней школы в Ленинграде, заведующая районным отделом народного образования в эвакуации в Марийской АССР, на партийной работе в Ленинграде, 1-й секретарь Куйбышевского районного комитета КПСС, 2-й секретарь Ленинградского городского комитета КПСС, 1-й заместитель председателя Исполнительного комитета Ленинградского городского Совета.
Избиралась депутатом Верховного Совета РСФСР 5-го, 6-го и 7-го созывов. Делегат XX, XXI и XXII съездов КПСС.
Умерла в Санкт-Петербурге в 2001 году.